# Mamma Mu & Kråkan
Mamma Mu & Kråkan är en svensk-tysk-ungersk animerad film från 2008. Filmen, i regi av Igor Vejsjtagin och med manus av Jujja Wieslander, är baserad på Jujjas och Tomas Wieslanders böcker om Mamma Mu och Kråkan.

## Handling
Mamma Mu är en ordinär ko som vill lära sig dyka, dansa balett och massor av andra saker som verkar roliga. Hon blir överlycklig när hon träffar Kråkan: nu kommer hon ha en vän att göra allt det roliga tillsammans med. Det finns dock ett problem: Kråkan vill inte vara vän med Mamma Mu då han tycker hon är konstig.

## Svenska röster
- Rachel Mohlin – Mamma Mu
- Johan Ulveson – Kråkan
- Sara Lindh – Bondens fru
- Erik Ahrnbom – Bonden
- Melker Duberg – Lillebror
- Amanda Jennefors – Lina